# August Schott (Maler)
Ludwig Friedrich August Schott (* 16. März 1811 in Gießen, Großherzogtum Hessen; † 19. Februar 1843 in München, Königreich Bayern) war ein deutscher Maler, Radierer und Lithograf.

## Leben
Schott war zunächst Schüler des Gießener Universitäts-Zeichenlehrers Ducorée. Anschließend war er in der Anstalt von Friedrich Carl Vogel in Frankfurt am Main als Lithograf beschäftigt. Ab 1829 besuchte er die Städelschule und wurde er mit der Malerei vertraut, zu deren Vervollkommnung er nach München ging. An der Königlichen Akademie der Bildenden Künste schrieb er sich am 8. November 1831 im Fach Malerei ein. Seinen Lebensunterhalt sicherte er sich weiterhin als Lithograf. Als solcher machte er sich durch Arbeiten nach Friedrich Overbeck und Edward von Steinle einen Namen. Unter dem Titel Collection de Costumes nationaux d’Allemagne veröffentlichte er 1832 zusammen mit seinem Freund Gustav Heinrich Knauth (1804–1847) eine Mappe von 20 radierten Blättern. Im Auftrag von Emilie Linder schuf er Ölgemälde mit religiösen Motiven.